# Ziviluniform
Die Ziviluniform ist die hierarchische staatliche bzw. höfische Kleiderordnung des neben dem Militärstaat bestehenden Zivilstaates. Sie stellt für Hof und Verwaltung die territorial gültige Rangordnung der sozialen Funktionen dar und umfasst neben der Beamtenkleidung auch die uniformähnliche Diener- oder Dienstkleidung (Livree). Die hierarchische Ebene wird durch die Uniform angezeigt. Zum System der Ziviluniformen gehört auch die Ordensvergabe und die Gehaltserhöhung. 

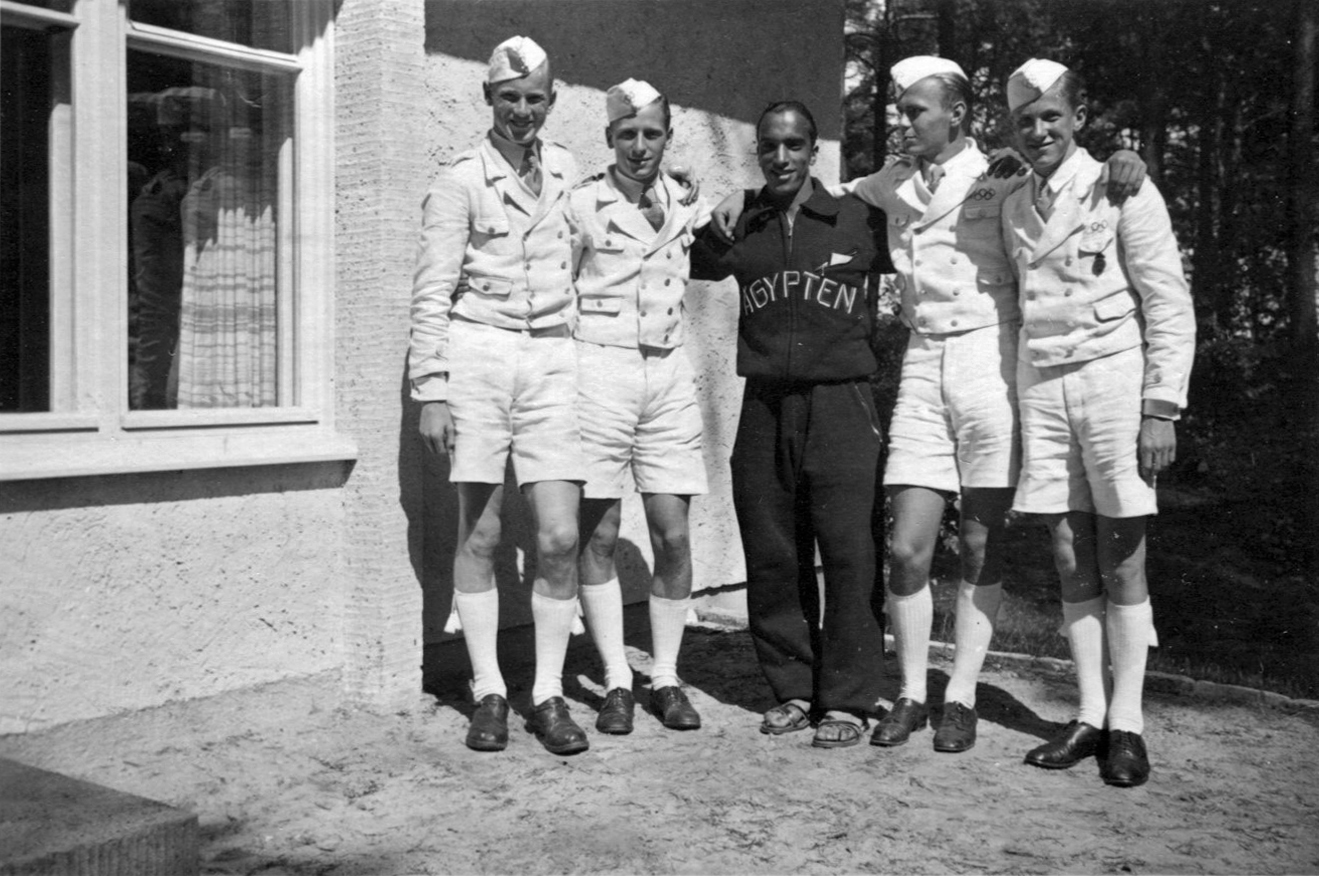
Weiße Uniformen von Helfern bei den Olympischen Spielen 1936 in Berlin

Zu den modernen Ziviluniformen gehört alle durch Kleiderordnung kommunizierte Hierarchie bei Bahn, Luftverkehr, Polizei bis hin zu den Hoteluniformen, den Pfadfinderuniformen etc. Die Ziviluniform kann aber auch eine Gleichstellung signalisieren, so bei den Schuluniformen, die den subtilen Kleidercode der Markenware ausschaltet, gleichzeitig allerdings die Schüler in ihrer äußerlichen Individualität einschränkt.